# Ester e il re
Ester e il re (Esther and the King) è un film del 1960 diretto da Raoul Walsh; accreditato, nella versione italiana, a Mario Bava.

## Trama
Film dal soggetto biblico. Ester è una ragazza di origine ebrea, affascinante, dolce e giovane, che si vede costretta a sposare il re di Persia, Assuero, allo scopo di aiutare il suo popolo. Ester si rivelerà all'altezza del compito prospettatogli incontrando, però, le ire senza pietà del primo ministro Aman. Di rimando, questi si vendicherà prima sullo zio di Ester, Mardocheo; e dopo, cercherà di uccidere anche lo stesso re Assuero.
Alla fine, il sovrano stringerà alleanza con gli ebrei riuscendo, così, a vincere il nemico in comune.

## Produzione
A seguito del successo mediatico di Sansone e Dalila, la Twentieth Century Fox progettò, a fine anni cinquanta, di realizzare un film biblico. La casa di produzione si affidò, pertanto, a Raoul Walsh.
Siccome in Italia il peplum era, all'epoca, il genere di punta, la FOX decise di ambientarlo negli studi di Cinecittà. Questa scelta è stata compiuta anche per via del famoso sciopero del 1960.
Franco Prosperi, assistente alla regia, confermò che Mario Bava era incaricato alla fotografia ma che non si occupò di dirigere la pellicola. In un dossier di Nocturno, sono state raccolte le testimonianze di Sergio Fantoni e di Renato Rossini che ribadiscono la versione di Prosperi.

## Accoglienza
Il Morandini commenta: «Non manca nessuno dei classici ingredienti del genere biblico-avventuroso: sentimenti con le maiuscole, intrighi, danze lascive, duelli e donne scoperte. C'è anche uno sforzo di analisi psicologica». Il critico italiano è piuttosto in linea con le valutazioni d'oltralpe dove gli eroi walshiani affrontano ogni genere restando fedeli alla poetica di un regista definito immenso, la cui importanza è celebrata nel 2023 alla cinémathèque française, e alla quale i Cahiers du cinéma dedicano un ampio servizio. Questo sguardo critico svanisce nel volume de Il Castoro, dove tra l'altro è scritto, proprio a proposito di Ester e il re, che tale film soddisfa solo «gli invasati profeti d'oltralpe per i quali Walsh fa solo dei capolavori».